# Valeria Monterubbiano
Valeria Monterubbiano (Fermo, 27 luglio 1996) è una calciatrice italiana, attaccante del Genoa.

## Biografia
Dopo aver frequentato un corso di laurea in Scienze della comunicazione, durante il suo periodo al Sassuolo ha collaborato con la SanPro Special, squadra di calcio paralimpico affiliata al club, acquisendo anche l'abilitazione ad allenatrice in tale categoria nel gennaio del 2025.
Nella stagione 2024-2025, ha vinto il premio eBay Values Award della FIGC, insieme a Cecilia Salvai ed Eleonora Goldoni, per le proprie attività fuori dal campo.

## Carriera

### Club
Valeria Monterubbiano cresce calcisticamente nell'E.D.P. Jesina, società con la quale fa il suo esordio in Serie A2, l'allora secondo livello del campionato italiano femminile di calcio, nella stagione 2012-2013 mettendosi in luce segnando 11 reti su 20 incontri disputati. Da allora veste sempre la maglia della Jesina contribuendo, con 13 reti siglate su 21 partite di campionato, a far raggiungere il primo posto alla sua squadra al termine della stagione 2015-2016 e la conseguente promozione in Serie A per la stagione entrante.. All'avvio della stagione segna la sua prima rete in serie A il 1º ottobre 2016, alla 1ª giornata di campionato, siglando il gol del momentaneo 1-1 con le avversarie dell'AGSM Verona.
Ai primi di luglio 2017 ha lasciato la società jesina con cui ha fatto il suo esordio in Serie A, firmando un contratto con il Mozzanica.
Nell'estate 2018 si trasferisce al Sassuolo, sempre in Serie A. Il 9 luglio 2025, il club emiliano annuncia l'addio della giocatrice, in seguito al mancato rinnovo del suo contratto, dopo aver collezionato 107 presenze e 11 reti in maglia neroverde.
L'11 luglio 2025, Monterubbiano passa a parametro zero al Genoa, neo-promosso in massima serie, con cui firma un contratto biennale.

### Nazionale
Dopo aver partecipato agli stages delle nazionali giovanili, nel 2012 Monterubbiano viene convocata nella nazionale Under-17 e inserita in rosa con la formazione impegnata alle qualificazioni agli Europei 2013 di categoria, dove debutta il 10 settembre nella partita in cui l'Italia si impone con un pesante 5-0 sulle pari età d'Israele.
Quello stesso anno viene convocata nella nazionale Under-19 ed impiegata nella fase di qualificazione agli Europei di Galles 2013, giocando tutte le tre partite del girone eliminatorio e dove è autrice anche di una rete, quella del definitivo 4-0 con cui le Azzurrine si impongono sulle avversarie dell'Albania. Benché la formazione italiana risulti imbattuta, a causa del doppio pareggio con le pari età di Polonia, che passerà il turno, e Slovenia, Monterubbiano e compagne sono costrette ad abbandonare il torneo.

## Statistiche

### Presenze e reti nei club
Statistiche, parziali, aggiornate all'11 maggio 2025.
| Stagione           | Squadra            | Campionato         | Campionato | Campionato | Coppe nazionali | Coppe nazionali | Coppe nazionali | Coppe internazionali | Coppe internazionali | Coppe internazionali | Altre coppe | Altre coppe | Altre coppe | Totale | Totale |
| Stagione           | Squadra            | Comp               | Pres       | Reti       | Comp            | Pres            | Reti            | Comp                 | Pres                 | Reti                 | Comp        | Pres        | Reti        | Pres   | Reti   |
| ------------------ | ------------------ | ------------------ | ---------- | ---------- | --------------- | --------------- | --------------- | -------------------- | -------------------- | -------------------- | ----------- | ----------- | ----------- | ------ | ------ |
| 2012-2013          | L.F. Jesina        | A2                 | 20         | 11         | CI              | ?               | ?               |                      | -                    | -                    |             | -           | -           | 20     | 11     |
| 2013-2014          | L.F. Jesina        | B                  | ?          | ?          | CI              | ?               | ?               |                      | -                    | -                    |             | -           | -           | ?      | ?      |
| 2014-2015          | L.F. Jesina        | B                  | 22         | 9          | CI              | 2               | 2               |                      | -                    | -                    |             | -           | -           | 24     | 11     |
| 2015-2016          | L.F. Jesina        | B                  | ?          | ?          | CI              | ?               | ?               |                      | -                    | -                    |             | -           | -           | ?      | ?      |
| 2016-2017          | L.F. Jesina        | A                  | 20         | 7          | CI              | 2               | 1               |                      | -                    | -                    |             | -           | -           | 22     | 8      |
| Totale L.F. Jesina | Totale L.F. Jesina | Totale L.F. Jesina | 62+        | 27+        |                 | 4+              | 3+              |                      | -                    | -                    |             | -           | -           | 66+    | 30+    |
| 2017-2018          | Mozzanica          | B                  | 18         | 6          | CI              | 3               | 2               |                      | -                    | -                    |             | -           | -           | 21     | 8      |
| 2018-2019          | Sassuolo           | A                  | 6          | 0          | CI              | 0               | 0               |                      | -                    | -                    |             | -           | -           | 6      | 0      |
| 2019-2020          | Sassuolo           | A                  | 14         | 1          | CI              | 2               | 0               |                      | -                    | -                    |             | -           | -           | 16     | 1      |
| 2020-2021          | Sassuolo           | A                  | 18         | 1          | CI              | 4               | 1               |                      | -                    | -                    |             | -           | -           | 22     | 2      |
| 2021-2022          | Empoli             | A                  | 19         | 1          | CI              | 4               | 0               |                      | -                    | -                    |             | -           | -           | 23     | 1      |
| 2022-2023          | Sassuolo           | A                  | 19         | 4          | CI              | 2               | 0               |                      | -                    | -                    |             | -           | -           | 21     | 4      |
| 2023-2024          | Sassuolo           | A                  | 16         | 1          | CI              | 3               | 0               |                      | -                    | -                    |             | -           | -           | 19     | 1      |
| 2024-2025          | Sassuolo           | A                  | 19         | 2          | CI              | 4               | 1               |                      | -                    | -                    |             | -           | -           | 23     | 3      |
| Totale Sassuolo    | Totale Sassuolo    | Totale Sassuolo    | 92         | 9          |                 | 15              | 2               |                      | -                    | -                    |             | -           | -           | 107    | 11     |
| 2025-2026          | Genoa              | A                  | -          | -          | CI              | -               | -               |                      | -                    | -                    | AWC         | -           | -           | -      | -      |
| Totale carriera    | Totale carriera    | Totale carriera    | 191+       | 36+        |                 | 26+             | 6+              |                      | -                    | -                    |             | -           | -           | 217+   | 42+    |

## Palmarès
- Campionato italiano di Serie B: 1

EDP Jesina: 2015-2016